# Paracles vivida
Paracles vivida är en fjärilsart som beskrevs av Rothschild 1910. Paracles vivida ingår i släktet Paracles och familjen björnspinnare. Inga underarter finns listade i Catalogue of Life.